# عادل بدر
عادل بدر، لاعب كرة قدم قطري يلعب حالياً في نادي الريان.

## مسيرة اللاعب
لعب مع نادي لخويا في عام 2015 و أعير إلى نادي الخريطيات في عام 2016 و في عام 2017 صدر قرار بدمج نادي لخويا مع نادي الجيش تحت مسمى نادي الدحيل و انظم بعدها إلى نادي الدحيل و أعير إلى اندية الخور والسيلية و لعب بعدها مع نادي الريان.

## روابط خارجية
- عادل بدر على موقع إي إس بي إن إف سي (الإنجليزية)
- عادل بدر على موقع Soccerway.com (الإنجليزية)
- عادل بدر على موقع عالم كرة القدم.نت (الإنجليزية)